# 開掛藥師的異世界悠閒生活～到異世界開藥房去～
《開掛藥師的異世界悠閒生活～到異世界開藥房去～》是日本作家所撰寫的輕小說系列，由2016年7月起於小說投稿網站成為小說家吧連載，歷經4年連載後在2020年7月完結，並在同年9月在網站下架。連載期間獲一二三書房出版文庫版，由擔綱插畫，從2018月4月至今出版共7卷。改編漫畫由2018年12月28日起連載於竹書房旗下漫畫網站「WEB Comic Ganma Plus」。改編電視動畫於2021年7月至9月播映，共12集。

## 故事簡介
社畜上班族桐尾禮治某天突然轉生到異世界，並獲得「鑑定」及「創藥」兩項技能。他利用這些技能製造並改良出這個世界原本味道不好的回復藥而大賺一筆，成功以「回復藥劑」在市民們的口耳相傳中獲得了極佳的口碑。決定開設了一間藥局就此過上悠閒的生活，以異世界藥局為舞台的慢生活故事就此展開。

## 登場人物
桐尾禮治（聲：福島潤）
本作的主人公。社畜上班族，在想著「不想工作」的時候轉移到了異世界，轉移至異世界後獲得了「創藥」和「鑑定」2種能力。對於製作功能性藥劑非常擅長，常常在居民有事相求的時候有天外一筆的想法，並製造出合適的藥劑出來並完美解決困擾居民已久的問題。本身不太喜歡出席人多的場合，過去非常缺乏對於生活壓力的抵抗能力，可以說每次遇到就想逃避了事。來到異世界生活之後，擁有外掛般的能力，只要客人跟他說需要什麼樣的藥劑，就能快速的找出問題並解決，完全沒有任何障礙，而且做出來的藥劑大家都說好。名義上是藥師，但能製作的藥品種類項目其實很雜，從異世界正常可見的能量回復藥、解除中毒的解毒劑開始，一直到補充精力的能量飲料、對應惡臭用的除臭劑、洗滌餐具的洗潔精，甚至是鎮暴防盜的辣椒水也能做出來。以超乎尋常優異的藥水品質，以及現代所熟知的化學製品來顛覆異世界的常識，讓禮治被謠傳獲得「傳說中的鍊金術師」、「藥神」等稱號。
諾耶拉（聲：松田利冴）
人狼少女，禮治轉移到異世界時在森林遇到的狼，在遭受魔物襲擊瀕死時被禮治初次製作的藥水所救，後成為禮治所營業的藥房「桐尾藥房」的看板娘。平時可變身為人類的型態，外觀就像是貓耳娘一樣可愛，也有著毛茸茸的漂亮尾巴。非常喜歡禮治，對於禮治是以主人以及救命恩人的角度尊敬並喜愛他，同時也喜歡好吃好喝的東西，覺得由禮治所製造出來的回復藥水非常好喝，每天都會喝上幾瓶。壞習慣是路上看到能吃的東西會去撿來吃，經常因為這樣吃壞肚子。對於苦味沒輒。
米娜·芙拉爾（聲：熊田茜音）
幽靈，類地縛靈但實際上比較偏向憑依靈，住在禮治為了開辦藥局而找到的房屋裡。死亡於100年前的流行病，從死亡後就一直待在那間屋子裡沒有踏出任何一步。魂魄附身(憑依)在她媽媽準備送給她當作嫁妝的寶石胸針上，故無法單獨離開胸針所在地，但故事後期得知胸針放在身上時即可脫離地縛靈的牽制，可以前往任意區域。在世時有悲觀的想法，認為是自己的病情拖累自己的母親，從而覺得自己的母親心理應該是相當厭惡自己，經由禮治調製的3分鐘復活藥水得知自己在母親心中是永遠最親愛的女兒後，解除了自己心中的迷惘與悲觀。內心所想講的真心話跟表面上講的場面話大不相同，非常的毒舌，這點被禮治因為艾基爾所求想聽諾耶拉的真實想法，因而開發出來的真心話藥水給揭露出來，但她自己本人並不知情。
艾蕾茵·芬恩·多蘭·巴爾卡斯（聲：松田颯水）
富豪领主加斯帝・芬恩・多蘭・巴爾卡斯（聲：松田健一郎）及弗菈姆（フラム，聲：米山明日美）夫人的女兒，傲嬌屬性，因管家雷因（レーン，聲：栗田圭）拜託禮治為母親弗菈姆夫人製造面霜，內心萌生出想要能吸引他人的媚藥（香水），因此來拜訪禮治的藥局。本來的目的是要利用媚藥（香水）吸引富家公子，以達成利益聯姻，結果反而被禮治的氣質所吸引，對禮治一見鍾情。也因為喜歡上禮治的原因，所以時不時會出現在這家藥店，目的不是買藥而是要跟禮治打好關係並讓他迷上自己，但禮治本人雖然知情卻不為所動。
安娜貝爾（聲：東內麻里子）
傭兵團「赤貓團」總長。身材姣好且美麗，帶有傲嬌屬性，迷上了禮治製作的猛烈回復藥水。平時在與外部的戰鬥當中守護城鎮。經常在半夜偷喝儲備的回復藥水讓下屬的小弟們（多斯和摩斯）非常頭疼，之後以宣傳藥水給更多人知道這消息作為交換條件，每天可以免費從藥局多領取5瓶回復藥水作為酬勞。對於下屬的戰鬥訓練非常嚴格。
加洛・艾基爾（聲：內村史子）
魔王，身為魔界之王抵達了魔物頂點之人。對於禮治的猛烈回復藥水好喝的滋味也是讚不絕口。平時態度傲慢，以指揮官的身分耀武揚威，但卻對諾耶拉一見鍾情。
阿爾夫（聲：間島淳司）
雜貨店老闆。看來沒有多少收入，又被一直心情不好的妻子打了一頓後，禮治製作的猛烈回復藥水（正式名稱為「能量回復藥」）治癒了他的傷勢。
米可特（聲：早瀨雪未）
有精神的女孩。常來禮治的「桐尾藥房」購買猛烈回復藥水。
克魯魯（聲：中西伶郎）
精靈男性，莉莉卡的哥哥。精靈村里最好的弓箭手。
莉莉卡（聲：渡優花）
精靈女性，克魯魯的妹妹。前来拜访禮治的「桐尾藥房」，她的目的是为了在狩猎祭获得优胜就能得到哥哥的认同，禮治幫助她用野獸誘餌和短弓贏得射箭比賽。她愛上了禮治。
寶菈（聲：廣瀨世華）
一家工具店的女老闆。由於拉上窗簾的店面很暗，而且周邊基本上是一個寧靜的鄉村小鎮，所以顧客很少。
比比（聲：大西沙織）
湖的精靈。因為是靈體，並不意味著她有什麼特殊的能力，可以在液體形態和人形形態之間切換。
吉拉爾・亞羅索（聲：八代拓）
菲麗絲的男朋友。鎮上富有的貴族之一。
菲麗絲（聲：鈴代紗弓）
吉拉爾的女朋友。是個憂心忡忡的女人，每當吉拉爾與其他女性接觸時，她通常都會發脾氣。實際上是睡不好才情緒失控，而後靠禮治的藍點花茶解決問題。
蕾娜（聲：濱中優羽）
在兔亭餐廳工作的招牌女郎。其父親（父，聲：武田幸史）為兔亭餐廳的店長兼主廚。
費南多（聲：丹澤晃之）
美味肉料理店克姆迪爾的老闆。因其外貌特徵而被暱稱為“小丑”，即一頂絲帽和西裝，U型鬍鬚和豐滿的身體。打算买下兔亭，竊取了顧客影響兔亭的經營，但由于礼治為了帮助兔亭，而以幫助過的松鼠送的高級食材綠青果實製作的美味醬汁而以失敗告終。

## 出版書籍

### 輕小說
| 卷數 | 一二三書房     | 一二三書房             |
| 卷數 | 發售日期       | ISBN                   |
| ---- | -------------- | ---------------------- |
| 1    | 2018年4月28日  | ISBN 978-4-89199-492-1 |
| 2    | 2018年11月28日 | ISBN 978-4-89199-534-8 |
| 3    | 2019年6月28日  | ISBN 978-4-89199-567-6 |
| 4    | 2020年5月28日  | ISBN 978-4-89199-628-4 |
| 5    | 2021年2月25日  | ISBN 978-4-89199-688-8 |
| 6    | 2021年6月30日  | ISBN 978-4-89199-718-2 |
| 7    | 2021年10月25日 | ISBN 978-4-89199-760-1 |

### 漫畫
| 卷數 | 竹書房         | 竹書房                 |
| 卷數 | 發售日期       | ISBN                   |
| ---- | -------------- | ---------------------- |
| 1    | 2019年6月28日  | ISBN 978-4-8019-6665-9 |
| 2    | 2020年1月10日  | ISBN 978-4-8019-6839-4 |
| 3    | 2020年5月28日  | ISBN 978-4-8019-6949-0 |
| 4    | 2020年11月26日 | ISBN 978-4-8019-7136-3 |
| 5    | 2021年6月24日  | ISBN 978-4-8019-7345-9 |

## 反響
截至2021年7月，系列銷量超過80萬本。

## 電視動畫
2019年12月28日，宣佈動畫化企劃正在進行當中。2020年5月25日，宣佈將獲改編為電視動畫，並公開預告視覺圖。12月28日，公開主視覺圖、製作人員及主要聲優陣容，並宣布將於2021年夏季首播。2021年5月26日，宣佈首播日期為7月7日，並公開先導宣傳影片。6月24日，公開正式宣傳影片。
2021年7月7日，宣佈動畫的藍光光碟套裝將於10月15日發售。7月15日，宣佈推出諾耶拉的1/7人偶，2022年2月發售。
飾演諾耶拉和伊蓮的松田利冴和松田颯水是雙胞胎姊妹，因此經常飾演雙胞胎角色。這次是她們首次同一部作品中飾演沒有血緣關係的主要角色。

### 製作人員
- 原作：
- 角色原案：
- 導演：佐藤昌文
- 編劇、系列構成：金杉弘子
- 角色設計、總作畫監督：住本悅子
- 美術監督：田尻健一
- 美術設定：Mukuo Studio
- 色彩設計：中野倫明
- 攝影監督：田澤二郎
- 編輯：新見元希
- 音響監督：納谷僚介
- 音樂：菊谷知樹
- 音樂製作：Lantis
- 音響製作：STUDIO MAUSU
- 動畫製作：EMT Squared
- 監製：冬寂
- 製作：開掛藥師製作委員會[13]

### 主題曲
片頭曲
作詞：唐澤美帆，作曲、編曲：菊池達也，主唱：熊田茜音
片尾曲
主唱：諾耶拉（松田利冴）＆米娜（熊田茜音）with 桐尾禮治（福島潤）
作詞、作曲、編曲：園田健太郎

### 各集列表
| 集數   | 日文標題 | 中文標題                                                                  | 編劇       | 分鏡     | 演出     | 作畫監督                                                                                  | 總作畫監督         | 改編原作 | 首播日期 （2021年） |
| ------ | -------- | ------------------------------------------------------------------------- | ---------- | -------- | -------- | ----------------------------------------------------------------------------------------- | ------------------ | -------- | ------------------- |
| 第1話  |          | 今日的處方籤 - 之① 猛烈回復藥 - 之② 藍點花茶 - 之③ 植物性消臭液           | 金杉弘子   | 佐藤昌文 | 佐藤昌文 | 、岡田由起子                                                                              | 住本悅子           | 第一卷   | 7月7日              |
| 第2話  |          | 今日的處方籤 - 之① 餐具清潔劑啾啾啾的啾 - 之② 魔獸不要來 - 之③ 卡怖辛液   | 金杉弘子   | 甲藤圓   | 東田夏實 | 藤田正幸、北島勇樹、太田悌記                                                              | 住本悅子、杉村苑美 | 第一卷   | 7月14日             |
| 第3話  |          | 今日的處方籤 - 之① 美肌凝膠大美女 - 之② 迷人香氣 - 之③ 冷卻凝膠 冰冷戀情  | 金杉弘子   | 石井久志 | 石井久志 | 杉村苑美、和田勝之、山內大輔、保村成                                                      | 細田沙織           | 第一卷   | 7月21日             |
| 第4話  |          | 今日的處方籤 - 之① 綠青果實醬 - 之② 激情驅動                              | 藤本冴香   | 徐惠真   | 徐惠真   | 上田惠理、藤田正幸、岡田由起子                                                            | 杉村苑美           |          | 7月28日             |
| 第5話  |          | 今日的處方籤 - 之① 引誘劑 魔獸速來 - 之② 媽媽的胸針 - 之③ 腹痛藥 肚肚不痛 | 渡邊大輔   | 柳澤哲也 | 佐藤昌文 | 太田悌記、保村成、龜田朋幸 畠山佳苗、田中有紗、藤田正幸                                   | 杉村苑美、中野裕紀 |          | 8月4日              |
| 第6話  |          | 今日的處方籤 - 之① 超強效粘合劑 倍特必粘 - 之② 打磨液 鋥光瓦亮            | 大島のぞむ | 森脅真琴 | 遠藤裕二 | 龜田朋幸、太田悌記 藤田正幸、山內大輔                                                     | 住本悅子           |          | 8月11日             |
| 第7話  |          | 今日的處方籤 - 之① 嚕？ 魔王降臨！ - 之② 真話直說                         | 大島のぞむ | 東田夏實 | 東田夏實 | 上田惠理、藤田正幸、保村成                                                                | 細田沙織           |          | 8月18日             |
| 第8話  |          | 今日的處方籤 - 之① 沐浴香皂·梧尉！（無味） - 之② 3分鐘 復活藥             | 金杉弘子   | 三宅和男 | 三宅和男 | 藤田正幸、和田勝之、重松晉一                                                              | 今中菜菜           |          | 8月25日             |
| 第9話  |          | 今日的處方籤 - 之① 超能釣魚餌 - 之② 除毛琳                                | 藤本冴香   | 島津裕紀 | 東田夏實 | 飯飼一幸、Nyki Ikyn、福地和浩                                                             | 細田沙織           |          | 9月1日              |
| 第10話 |          | 今日的處方籤 - 之① 力量藥劑 - 之② 禮桐的遺傳物質液                        | 渡邊大輔   | 宮浦栗生 | 徐惠真   | 吉岡敏幸、岡田由起子、中島美子 青木伸一、Nyki Ikyn、森悅史                                | 杉村苑美           |          | 9月8日              |
| 第11話 |          | 今日的處方籤 - 之① 逢考必過 - 之② 防曬凝膠SUN退散                         | 金杉弘子   | 宮浦栗生 | 濁川敦   | 藤田正幸、北島勇樹、上田惠理                                                              | 細田沙織           |          | 9月15日             |
| 第12話 |          | 今日的處方籤 - 在異世界！經營一家藥店                                     | 金杉弘子   | 佐藤昌文 | 佐藤昌文 | 築山翔太、大塚多惠子、畠山佳苗 藤田正幸、福田和浩、櫻井拓郎 杉村苑美、上田惠理、Nyki Ikyn | 藤田正幸           |          | 9月22日             |

### 播放平台
日本深夜動畫：下文記載的日本国内播放時間使用日本標準時間（UTC+9）表示。因為部分時間标识會採用30小时制，因此請留意这类超过24:00的时间，其實際播放時間為翌日清晨。
| 播放日期              | 播放時間（UTC+9）    | 播放電視台 | 播放地區 | 備註 |
| --------------------- | -------------------- | ---------- | -------- | ---- |
| 2021年7月7日－9月22日 | 星期三 22:00 - 22:30 | TOKYO MX   | 東京都   |      |
| 2021年7月7日－9月22日 | 星期三 24:00 - 24:30 | BS11       | 日本全域 |      |
| 2021年7月8日－9月23日 | 星期四 22:30 - 23:00 | AT-X       | 日本全域 |      |

## 外部連結
- 漫畫連載網站（日語）
- 電視動畫官方網站（日語）